# 1870 v športu
1870 v športu.

## Ameriški nogomet
- Columbia se pridruži zvezi, v edini tekmi jih premaga Rutgers, ki ga premaga Princeton

## Bejzbol
- 14. junij - Klub Atlantic of Brooklyn premaga Cincinnati Red Stockings, z 8 proti 7 v enajstih iningih, prvi poraz Red Stockingsov po dveh letih

Po rezultatu 5 proti 5 po devetih iningih, je Atlantic želel neodločen rezultat proti Red Stockingsom, toda manager Red Stockingsov, Harry Wright, vztraja pri odločitvi o zmagovalcu. Red Stockingsi dosežejo dve točki v desetem iningu, toda Atlanticsi v zadnjem enajstem iningu zmagajo s tremi točkami.

## Golf
- Odprto prvenstvo Anglije - zmagovalec Tom Morris mlajši

## Jadranje
- 8. april - New York Yacht Club zmaga prvi America's Cup, premaga jadrnico Cambria iz Royal Thames Yacht Cluba

## Nogomet
- 5. marec – Prva neuradna reprezentančna tekma, neodločeno 0-0, med Anglijo in Škotsko na Kennington Ovalu

## Veslanje
- Regata avstralskih univerz - zmagovalec Melbourne
- Regata Oxford-Cambridge - zmagovalec Cambridge

## Rojstva
- 16. januar — Willie Simms, ameriški jahač
- 29. julij — George Dixon, kanadski boksar
- 18. oktober — Josiah Ritchie, britanski tenisač
- 28. december — Charles Bennett, britanski atlet